# Лужишки сърби
Лужишки сърби или лужичани (на горнолужишки: Serbja; на долнолужишки: Serby; на немски: Sorben; на чешки: Lužičtí Srbové), са западнославянски народ, наброяващ около 30 000 души, главно в областта Лужица на територията на Германия и Полша. Традиционно говорят лужишки езици (близкородствени с полския и чешкия език), които са официално признати и защитени като малцинствени езици в Германия.